# Kepler-10 d
Kepler-10 d est un neptune chaud, orbitant autour de son étoile hôte située à environ 605 années-lumière (185,51 pc) de la Terre avec une magnitude apparente de 11,04.

## Caractéristiques physiques
L'exoplanète se distingue par sa masse faible de 0,040 MJ et son rayon compact de 0,32 RJ.

## Orbite
Elle orbite à 0,54  unités astronomiques de son étoile, une distance comparable à celle de Vénus dans le système solaire.

## Découverte
L'exoplanète a été découverte par la méthode des vitesses radiales en 2023.

## Habitabilité
Les conditions d'habitabilité de cette exoplanète ne sont pas déterminées ou ne sont pas connues.